# Michael Mantha
Michael Mantha est un homme politique (franco-ontarien) canadien.
Il est élu à l'Assemblée législative de l'Ontario lors de l'élection provinciale du jeudi 6 octobre 2011. Il est le député qui représente la circonscription électorale d'Algoma—Manitoulin du caucus du Nouveau Parti démocratique de l'Ontario. Il est porte-parole de l'opposition pour le Développement du Nord et des Mines et pour les Relations avec les Autochtones et la Réconciliation.
Avant son élection, il était un rédacteur du bureau de la députée fédérale d'Algoma—Manitoulin—Kapuskasing, Carol Hughes.